# Avis de l'Union européenne
Pour les articles homonymes, voir avis.
Les avis sont des actes émis par le Conseil de l'Union européenne, la Commission européenne, Parlement européen, le Comité des régions ou le Comité économique et social. Ils ne lient pas (c'est-à-dire qu'ils ne sont pas juridiquement contraignants).

## Sources

## Compléments